# مرداب چوبی
مرداب چوبی (انگلیسی: A Wooded Marsh) یک نقاشی رنگ روغن بر روی بوم از نقاش رئالیست هلندی، یاکوب وان روئیزدال می‌باشد که کارهای او نمونه‌هایی است از نقاشی عصر طلایی هلند، این اثر هنری در حال حاضر در موزه ارمیتاژ قرار دارد.
این نقاشی توسط هافستد د گروت و در سال ۱۹۱۱ ثبت گردیده و بر دستنوشتهٔ ثبت آن نوشته؛ یک آبگیر چوب! در ادامه توضیحات آورده شده: آبگیر راکد، مملو از گل‌های نیلوفر آبی و سایر گیاهان دیگر، گسترش یافته از مرکز تا پیش‌زمینه که در هر دو طرف درختان راش و بلوط هستند.

## نگارخانه

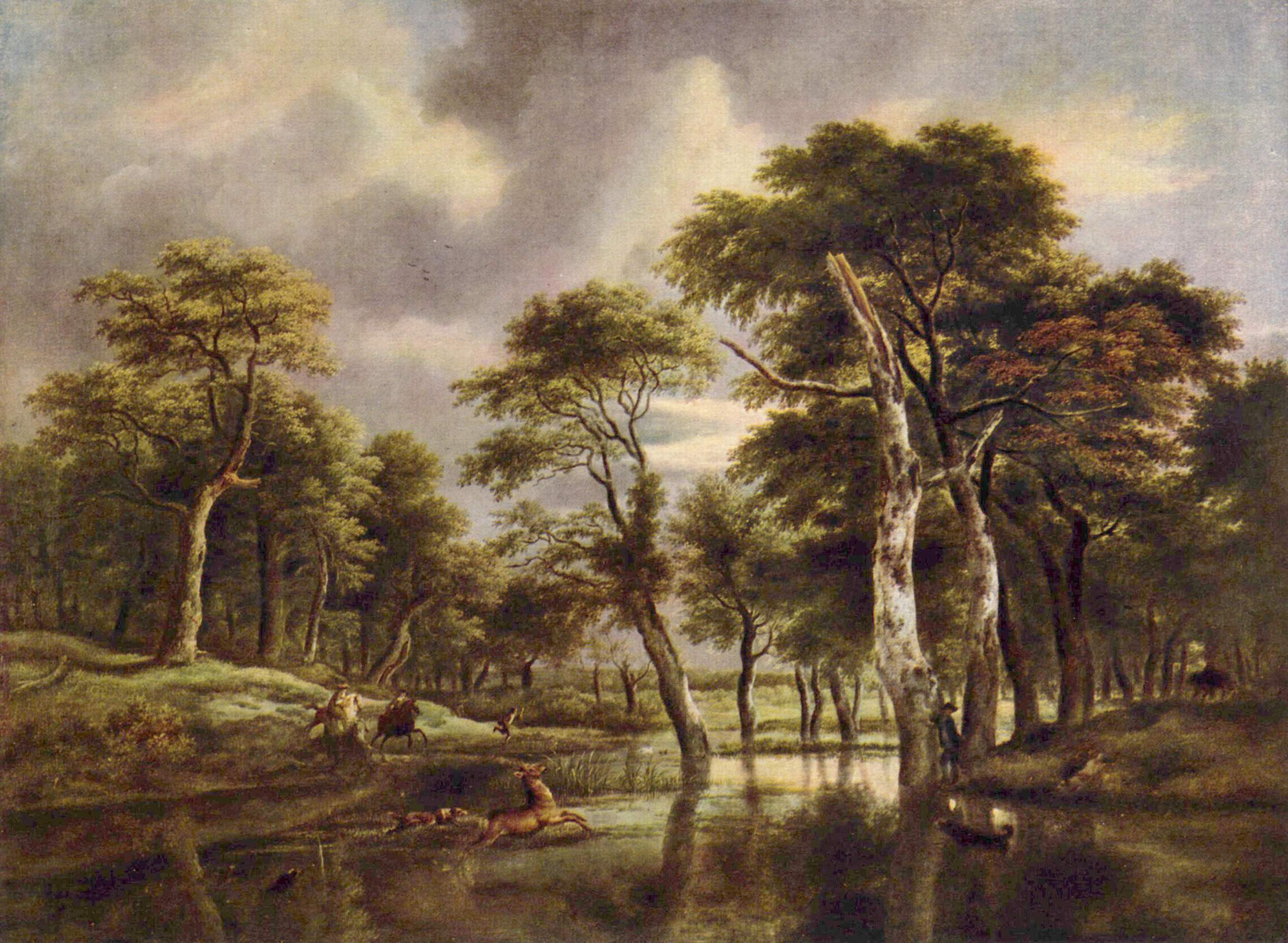
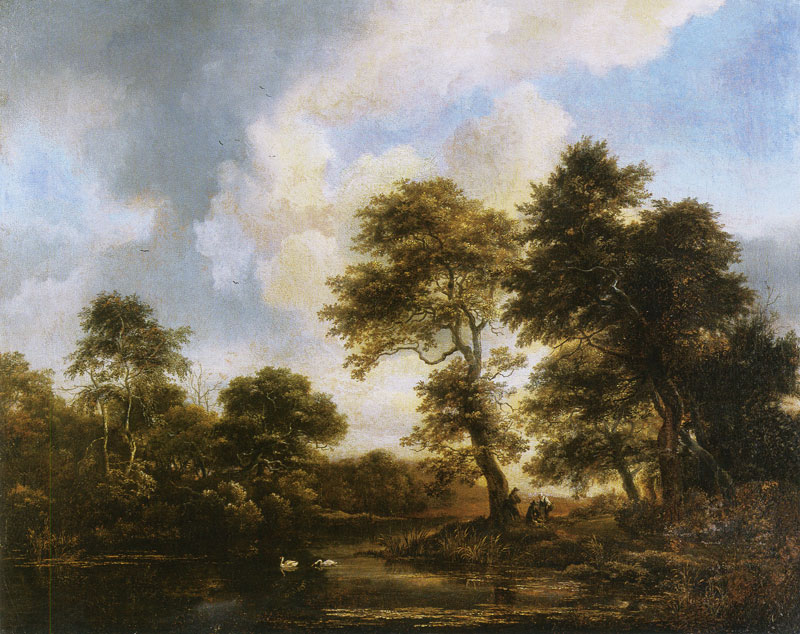
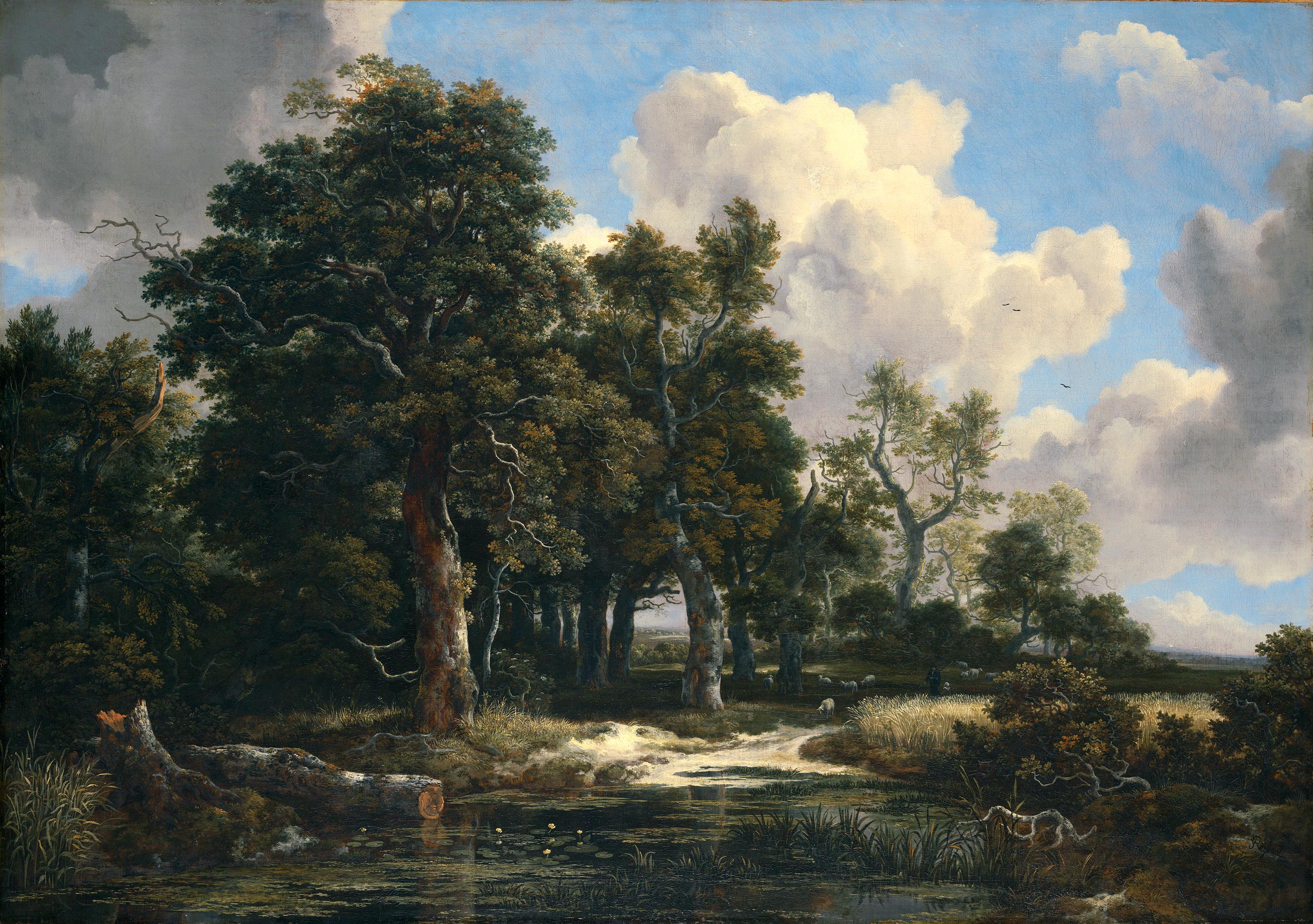